# István Léko
István Léko (* 30. ledna 1963 Veľké Kapušany) je český novinář, manažer a podnikatel maďarské národnosti. V letech 2013 až 2021 působil jako šéfredaktor deníku Lidové noviny.

## Profesní kariéra
Studoval matematiku a moderní filologii na Univerzitě Karlově v Praze.
Od roku 1989 začal působit jako novinář. Nejprve krátce pracoval jako redaktor maďarského vysílání rádia Svobodná Evropa, v letech 1990–1992 byl reportérem týdeníku Respekt. Další tři roky pracoval v Lidových novinách a v letech 1995–1998 v časopisu Týden.
V roce 1998 vytvořil pro finanční skupinu PPF ekonomicko-politický týdeník Euro, jejž dalších 12 let úspěšně řídil.
V roce 2010 investoval prostřednictvím své společnosti Léko Média Group 6 milionů korun do vzniku zpravodajského internetového portálu Česká pozice s plánem dosáhnout s tímto projektem do tří let provozní zisk. Za první rok vykázal projekt ztrátu 2,5 milionu a v roce 2011 ztrátu 11,7 milionu korun. Podle Miroslava Motejlka v červnu 2013 Andrej Babiš uvedl, že do České pozice ročně investoval 20 milionů korun, zbytek si obstarával Léko sám. Nakonec portál Česká pozice převzala společnost MAFRA, jejímž vlastníkem je společnost Agrofert Andreje Babiše; v současnosti je vlastníkem jeden z Babišových svěřenských fondů.
István Léko se od prosince 2013 stal šéfredaktorem deníku Lidové noviny, který Babiš krátce předtím koupil společně s deníkem Mladá fronta DNES. V názorové rubrice Lidových novin vychází každý pátek šéfredaktorův názorový sloupek Lékárna. Léko je také spoluautorem publikace Street art Praha. Funkci šéfredaktora Lidových novin opustil ze zdravotních důvodů ke konci ledna 2021, dál se však hodlá podílet na vytváření obsahu novin v reportérské roli.